# Kirby Howell-Baptiste
Kirby Howell-Baptiste (Londra, 7 febbraio 1987) è un'attrice britannica. È stata un personaggio principale nelle serie Downward Dog, Killing Eve  e Why Women Kill del 2019.

## Biografia
Le sue apparizioni televisive includono ruoli ricorrenti in Love, Barry, The Good Place e la quarta stagione di Veronica Mars. Nota soprattutto per il ruolo di Anita nel film Disney Crudelia e di Morte in The Sandman.

## Filmografia

### Attrice

#### Cinema
- Qua la zampa! (A Dog's Purpose), regia di Lasse Hallström (2017)
- It's A Party, regia di Weldon Wong Powers (2018)
- Happily, regia di Ben David Grabinski (2021)
- Queenpins: Le regine del coupon (Queenpins), regia di Aron Gaudet e Gita Pullapilly (2021)
- Crudelia (Cruella), regia di Craing Gillespie (2021)
- Silent Night, regia di Camille Griffin (2021)
- Mr. Harrigan's Phone, regia di John Lee Hancock (2022)

#### Televisione
- Holby City – serie TV episodio 10x28 (2008)
- House of Lies – serie TV, episodio 4x04 (2015)
- Love – serie TV, 8 episodi (2016-2018)
- Downward Dog – serie TV 8 episodi (2017)
- Killing Eve – serie TV, 8 episodi (2018-2022)
- Barry – serie TV, 16 episodi (2018-2023)
- Into the Dark – serie TV, episodio1x04 (2018)
- The Good Place – serie TV, 12 episodi (2018-2020)
- Veronica Mars – serie TV, 7 episodi (2019)
- Why Women Kill – serie TV, 10 episodi (2019)
- Hacks – serie TV, 2 episodi (2021-2022)
- The Sandman – serie TV, episodio 1x06 (2022-2025)
- Rapina e fuga (Culprits) – serie TV, 8 episodi (2023)
- Sugar – miniserie TV (2024)
- Dead Boy Detectives – serie tv, episodio 1×08 (2024-in corso)

#### Cortometraggi
- Prepping Keisha, regia di Kenyetta Raelyn Smith  (2011)
- How to Succeed with Women, regia di Kevin Parker Flynn (2012)
- Invasion of the Les-Body Snatchers, regia di Frank Bennington e Anastasia Washington (2012)
- Lucky Day, regia di Kirby Howell-Baptiste  e Anastasia Washington (2013)
- We Four Queens, regia di Stefan Dezil (2013)
- Minor Alterations, regia di Ayasylla Ghosn (2014)
- Hip Hip Hooray, regia di Lizzy Born (2016)

### Doppiatrice
- The Powerpuff Girls – serie animata, 2 episodi (2016-2017)
- I Greens in città – serie animata, episodio 1x03 (2018)
- Big Hero 6 - La serie (Big Hero 6: The Series) – serie animata, episodio 3x05 (2020)
- Jurassic World - Nuove avventure – serie animata, 8 episodi (2021)
- Scott Pilgrim - La serie – serie animata (2023)